# دانشگاه استراسبورگ
دانشگاه استراسبورگ (فرانسوی: Université de Strasbourg‎) یک دانشگاه تحقیقاتی دولتی در شهر استراسبورگ واقع در شهرستان آلزاس کشور فرانسه است که در سال ۱۵۳۸ میلادی بنیان‌نهاده شده و با داشتن ۵۲۰۰۰ دانشجو و بیش از ۳۰۰۰ پژوهشگر بزرگ‌ترین دانشگاه کشور فرانسه می‌باشد.

## کنفرانس شیعه امامیه
از ۶ تا ۹ ماه مه سال ۱۹۶۸ کنفرانسی با موضوع شیعه امامیه با حضور ویلفرد مادلونگ، جرج واجدا، آرمان آبل، شارل پلا، ژرار لکنت، فرانچسکو گابریلی، کلود کائن، توفیق فهد، هانری کربن، ریچارد گراملیش، ایون لینان دو بلفون، روبر برونشویگ، سیدحسین نصر، ژان اوبن، آن لمبتون، هنری ماسه، انریکو چرولی و موسی صدر در دانشگاه استراسبورگ برگزار شد.